# Ciclone Mocha
A tempestade ciclônica extremamente severa Mocha foi um ciclone tropical no norte do Oceano Índico que afetou Myanmar e partes do Bangladesh em maio de 2023. A segunda depressão e a primeira tempestade ciclônica da temporada de ciclones do Oceano Índico de 2023, Mocha se originou de uma área de baixa pressão que foi observada pela primeira vez pelo Departamento Meteorológico da Índia (IMD) em 8 de maio. Depois de se consolidar em uma depressão, a tempestade seguiu lentamente para o nor-noroeste sobre a Golfo de Bengala e atingiu uma intensidade de tempestade ciclônica extremamente severa. Depois de passar por um ciclo de substituição da parede do olho, Mocha se fortaleceu rapidamente, atingindo o pico de intensidade equivalente à categoria 5 em 14 de maio, com ventos sustentados de 1 minuto de 280 km/h, empatando com Ciclone Fani como a tempestade mais forte já registrada no Oceano Índico Norte, em termos de ventos sustentados de 1 minuto. Mocha enfraqueceu ligeiramente antes de atingir a terra, e as suas condições rapidamente se tornaram desfavoráveis. O Mocha enfraqueceu rapidamente uma vez no interior e dissipou-se pouco depois.
Milhares de voluntários ajudaram os cidadãos de Myanmar e Bangladesh a evacuarem à medida que o ciclone se aproximava da fronteira Bangladesh–Mianmar. Também foram ordenadas evacuações para zonas baixas em Sittwe, Pauktaw, Myebon, Maungdaw e Buthidaung. Em Bangladesh, mais de 500 000 indivíduos foram ordenados a serem realocados para áreas costeiras do país devido à aproximação da tempestade. Funcionários do exército declararam o estado de Rakhine uma área de desastre natural. Várias aldeias nos municípios do Estado de Arracão também foram danificadas pelo ciclone.
O ciclone Mocha matou pelo menos 463 pessoas, incluindo três mortes indirectas em Bangladesh. Também feriu mais de 719 pessoas e deixou mais de 100 desaparecidas. Causou cerca de US$1,07 milhão em danos no Bangladesh.

## História meteorológica

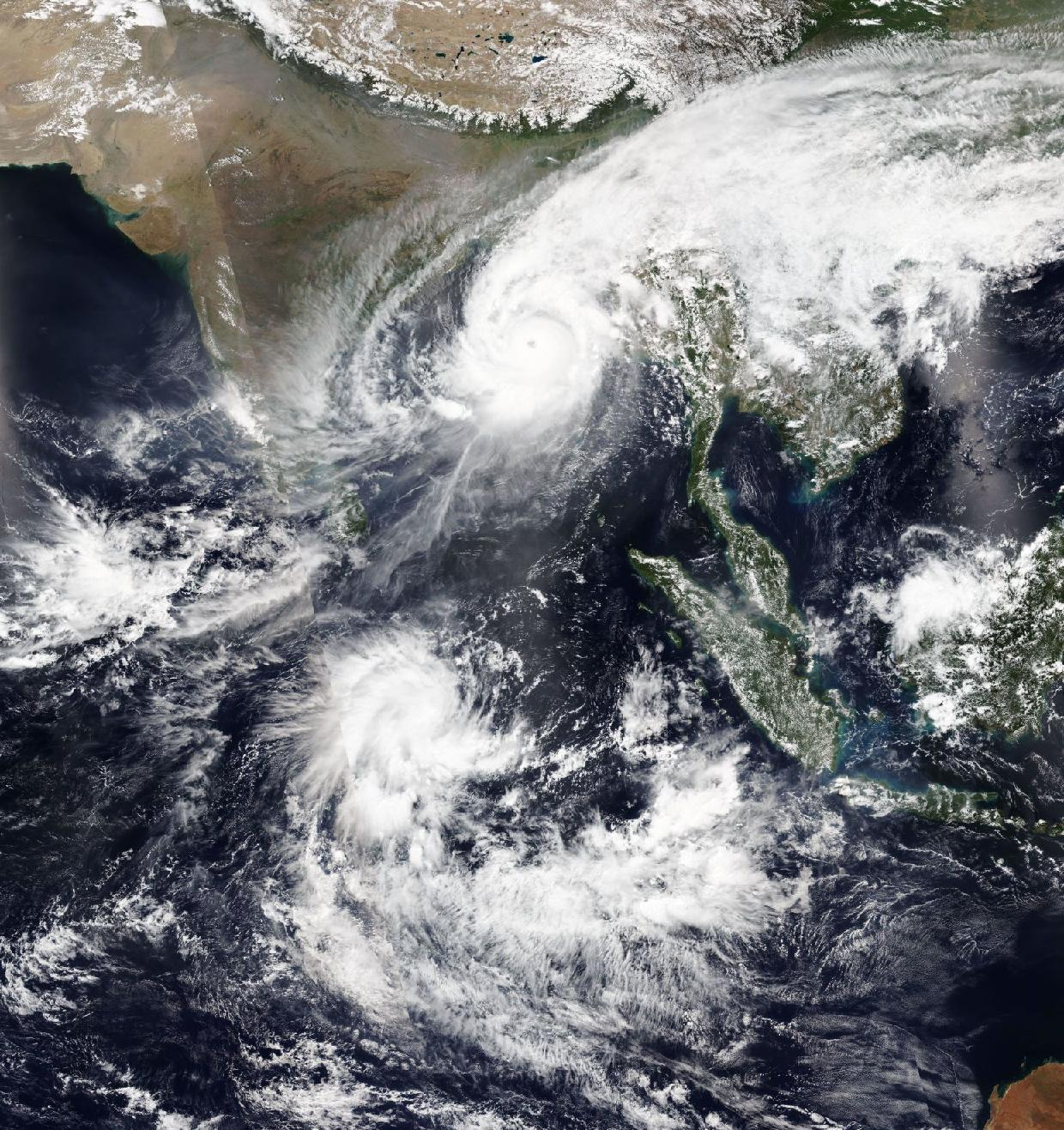
Ciclone Mocha e um distúrbio tropical abaixo do equador que mais tarde se tornaria a tempestade tropical moderada Fabien em 13 de maio.

Em 2 de maio, a amplitude da passagem de uma fase ativa da Oscilação de Madden e Julian levou o Departamento Meteorológico da Índia (IMD) a prever a formação de uma circulação ciclônica na Golfo de Bengala. Isso também levou à formação do ciclone Fabien no hemisfério sul. A fase permaneceu altamente propícia para a ciclogênese tropical como uma circulação formada em 6 de maio. Em 7 de maio, as condições de intensificação foram ainda mais intensificadas pelo aumento da vorticidade juntamente com a convergência dos ventos predominantes. O Joint Typhoon Warning Center (JTWC) também começou a monitorar o sistema naquele dia, observando sua convecção de queima a oeste da circulação. A circulação foi posteriormente marcada como uma área de baixa pressão pelo IMD em 8 de maio. No dia seguinte, o sistema foi atualizado para uma depressão devido à convecção organizada e muito intensa enquanto se dirigia para o norte-noroeste. O JTWC posteriormente emitiu um Alerta de Formação de ciclone tropical no sistema, designando-o Invest 91B, pois estava situado em temperaturas muito quentes da superfície do mar, enquanto nuvens envolviam o centro de circulação de baixo nível (LLCC) totalmente obscurecido, mas em consolidação. A perturbação se intensificou para uma depressão profunda em 10 de maio, antes de evoluir para uma tempestade ciclônica em 11 de maio, recebendo o nome de Mocha do IMD. O JTWC seguiu o exemplo ao atualizar seu status, atribuindo-lhe o ciclone tropical 01B. À medida que a convecção continuou a estourar sobre o LLCC, bandas de chuva fragmentadas se enrolaram e se entrelaçaram ao redor do centro.
Localizado na periferia de uma crista de nível superior estabelecida, o Mocha curvou-se em direção ao norte sobre a Baía de Bengala enquanto se organizava de forma constante. Às 12h00 UTC de 11 de maio, o IMD atualizou o sistema para uma tempestade ciclônica severa com ventos de 90 km/h, uma vez que desenvolveu um nublado denso central. Com o tempo, formou-se uma estrutura esfarrapada dos olhos e, ocasionalmente, apareceu em imagens de satélite. Em 12 de maio, Mocha tornou-se uma tempestade ciclónica muito severa à medida que um olho alongado se tornava mais facilmente definido. Por volta desta época, Mocha atingiu ventos sustentados de 1 minuto de 165 km/h de acordo com o JTWC, equivalente à força de categoria dois na escala de vento de furacão Saffir-Simpson (SSHWS). Ao atingir esta intensidade, o ciclone virou para Norte-Nordeste sob a influência de uma circulação anticiclônica ao sul de Mianmar e de um vale próximo. O elevado teor de calor oceânico sobre a Baía de Bengala alimentou um período de rápida intensificação, levando Mocha a um estado de tempestade ciclónica extremamente severa às 18h00 UTC de 12 de maio. No entanto, esta fase foi logo interrompida pelo início de um ciclo de substituição da parede do olho.
Depois de completar seu ciclo em 13 de maio, a parede do olho tornou-se bem definido, resultando em outro período de rápida intensificação. O baixo cisalhamento vertical do vento e o escoamento robusto facilitaram o fortalecimento, e o Mocha atingiu ventos sustentados de 1 minuto de 240 km/h, equivalente à força da Categoria quatro no SSHWS. Mocha atingiu seu pico de intensidade às 21h00 UTC, com o IMD estimando ventos de 220 km/h, tornando Mocha apenas pouco inferior da intensidade da tempestade super ciclônica e a pressão barométrica mais baixa de 931 hectopascals (27 inHg). O JTWC mediu inicialmente ventos de 260 km/h às 00h00 UTC de 14 de maio, tornando Mocha um ciclone tropical equivalente à categoria 5. No entanto, a agência subsequentemente aumentou a estimativa para 280 km/h.
Mocha era uma grande tempestade e tinha um olho simétrico por volta de 20 nmi (37 km) de largura. As condições rapidamente se tornaram desfavoráveis para Mocha depois de atingir áreas de cisalhamento de vento de nível médio e com o ar seco começando a invadir o lado noroeste do núcleo. A característica do olho erodiu rapidamente à medida que os topos das nuvens eram significativamente mais quentes. Mocha atingiu a costa perto de Sittwe de Myanmar com ventos de 215 km/h. Após o desembarque, o Mocha enfraqueceu rapidamente. O JTWC emitiu seu boletim final sobre a tempestade e estimou ventos sustentados de 1 minuto de 195 km/h. Mocha continuou a enfraquecer rapidamente devido ao terreno acidentado de Mianmar, uma vez que foi rebaixado para uma intensidade de tempestade ciclónica muito severa às 15h00 UTC. O cisalhamento do vento também aumentou e contribuiu para o enfraquecimento. A vorticidade na atmosfera, o escoamento em direção aos pólos e a convergência manteriam ainda a intensidade de Mocha enquanto tempestade ciclónica durante a sua deterioração. Em 15 de maio, o Mocha enfraqueceu para uma depressão às 00h00 UTC, à medida que seguia para leste-nordeste. A depressão foi posteriormente marcada como uma área de baixa pressão pelo IMD às 03h00 UTC, uma vez que o seu centro não estava bem definido, o que levou à interrupção dos avisos sobre o Mocha.

## Preparações

### Mianmar

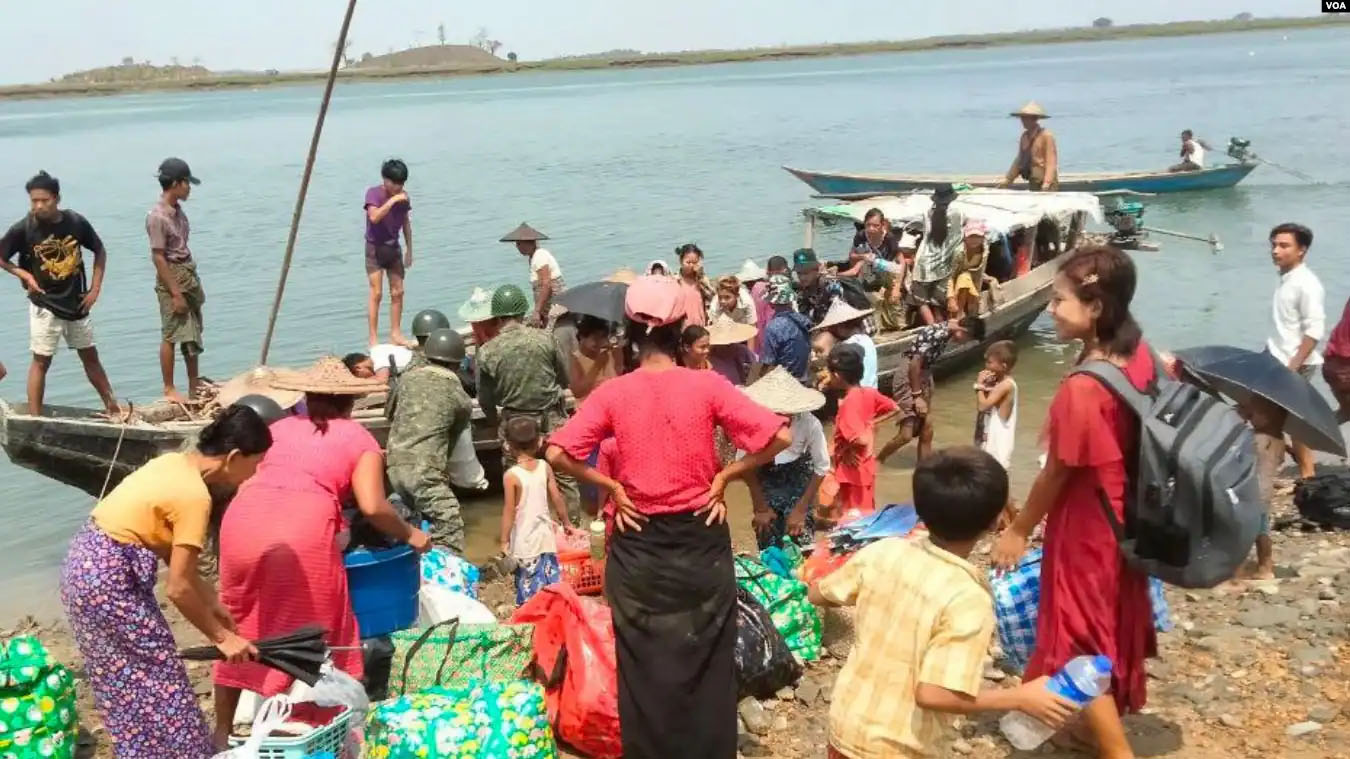
População local em Rakhine evacuada antes do ciclone atingir

As autoridades locais de Arracão aconselharam os residentes a evacuarem as zonas baixas e costeiras de Sittwe, Pauktaw, Myebon, Maungdaw e Buthidaung, e muitos já começavam a partir à medida que a tempestade se aproximava. As comunidades e as agências de Ajuda em Mianmar preparavam-se para a chegada do ciclone Mocha. A Sociedade da Cruz Vermelha de Mianmar preparou-se para uma importante resposta de emergência com o apoio da Federação Internacional das Sociedades da Cruz Vermelha e do Crescente Vermelho (IFRC). Mais de 78 250 pessoas evacuadas de zonas de risco, incluindo 18 800 pessoas deslocadas internamente em Rakhine. Os preparativos do governo do país abrigam estocados para acomodar 100 000 pessoas. Cerca de 4 000 pessoas evacuaram de Sittwe, enquanto outros 20 000 residentes procuraram refúgio em abrigos locais. Equipes de busca e salvamento em grande escala foram colocadas em prontidão, compostas por 3 207 pessoas equipadas com 1 009 veículos terrestres e 242 veículos aquáticos. Dezenas de pessoal médico e equipas de resposta rápida foram mobilizados para Rakhine e Chin. Foram preparados produtos não alimentares para mais de 10 000 pessoas. De acordo com a ASEAN, o governo de Mianmar estava mais bem equipado para lidar com desastres desde o ciclone Nargis em 2008.

Satellite infrared imagery of Cyclone Mocha rapidly intensifying off the coast of Myanmar on 13 May

O Programa Mundial de alimentos (PAM) em Mianmar disse que estava preparando alimentos e suprimentos de socorro para apoiar mais de 400 000 pessoas em Rakhine e áreas próximas. De acordo com o Gabinete das Nações Unidas para a coordenação dos Assuntos Humanitários (OCHA), previa-se que o Mocha chegue ao Estado de Rakhine e à região noroeste de Mianmar, onde seis milhões de pessoas necessitam de assistência humanitária e 1,2 milhões estavam deslocadas. A Organização Mundial da Saúde posicionou 500 000 comprimidos de purificação de água em Mianmar, juntamente com suprimentos adicionais. O centro de Coordenação de assistência humanitária da ASEAN (centro AHA) alertou para a possibilidade de um "desastre catastrófico" e afirmou que estava a coordenar com os militares de Mianmar o transporte de fornecimentos essenciais a partir de armazéns na Tailândia e na Malásia. A televisão estatal informou que o governo militar estava preparado para enviar alimentos, medicamentos e pessoal médico.

### Bangladesh
O ACNUR, a agência das Nações Unidas para os refugiados, afirmou que "estão em curso preparativos de emergência nos campos e em Bhasan Char", em colaboração com o governo e as organizações humanitárias locais. As fortes chuvas do ciclone podem causar deslizamentos de terra em Chatigão e Cox's Bazar, bem como em três outros distritos montanhosos: Rangamati, Bandarban e Khagrachhari, segundo as autoridades do Bangladesh. Meio milhão de pessoas foram evacuadas para zonas mais seguras no sudeste do Bangladesh antes de um ciclone possivelmente catastrófico. A OMS enviou 40 ambulâncias e 33 equipas médicas móveis para Cox's Bazar. Além disso, Arjun Jain, o principal coordenador da ONU para a resposta aos refugiados Rohingya no Bangladesh, afirma que existiam inúmeras ambulâncias e equipas de saúde móveis disponíveis para apoiar os bengaleses necessitados, bem como os refugiados. Estas equipas são altamente treinadas para ajudar os idosos, as crianças e os deficientes.
As autoridades suspenderam o transporte fluvial no Bangladesh em 13 de maio e as operações de voo no Aeroporto Internacional Shah Amanat em 14 de maio. O Governo do Bangladesh lançou uma grande campanha de evacuação para realocar quase 500 000 habitantes ao longo da costa sul do país. Em 14 de maio, cerca de 1,27 milhões de pessoas evacuaram de Cox's Bazar e mais de 100 000 de Chittagong.

### Índia
O Departamento Meteorológico da Índia (IMD) disse que a região sudeste da Baía de Bengala de Tripurá, Mizorão, Nagalândia, Sul de Assão e partes de Manipur deviam receber chuvas "fortes" a "muito pesadas" como resultado do ciclone Mocha. Os governos estaduais de Tripurá, Mizorão, Nagaland, Manipur e Assam também solicitaram que a gestão de desastres e todas as outras autoridades relevantes tomem medidas preventivas para minimizar vítimas e danos materiais.

### China
O Centro Meteorológico Nacional (NMC) da Administração Meteorológica da China (CMA) disse que, devido ao risco de inundações repentinas, deslizamentos de terra e deslizamentos de terra nas províncias do sudoeste de Iunã e do Tibete, especialmente nas cadeias montanhosas de Hengduan e do Himalaia Oriental. Em resposta, a sede Estadual de controle de inundações e alívio da seca ativou uma resposta de Nível IV, o nível mais baixo de resposta às inundações.

## Impacto

### Myanmar
De acordo com o governo de Mianmar, pelo menos 460 pessoas foram mortas e centenas de outras ficaram desaparecidas, a maioria deles refugiados Rohingya. A imprensa estatal e as autoridades locais informaram que pelo menos 145 pessoas morreram em todo o país. A maioria das mortes ocorreu no Estado de Rakhine. Uma mulher também morreu no riacho Salin em 14 de maio. Mais de 700 pessoas ficaram igualmente feridas. Em 18 de maio, pelo menos 183 042 casas, 1 770 edifícios religiosos, 1.397 escolas, 227 instalações médicas, 2 aeroportos e 340 edifícios governamentais foram destruídos em todo o país. Várias aldeias dos municípios de Sittwe, Mrauk-U, Kyauktaw e Minbya, no Estado de Rakhine, foram demolidas. Em Kyawtaw, quase 90% das casas da cidade foram destruídas. Pelo menos 10 aldeias no Município de Salin foram inundadas devido ao aumento do nível de água do riacho Salin devido a fortes chuvas. Na Ilha de Munaung, duas mulheres morreram e 1 000 casas foram destruídas, incluindo 400 na aldeia de Pyaeng Taung. No Estado De Chin, pelo menos 1 136 casas foram destruídas em sete municípios. Duas pessoas foram mortas por um deslizamento de terra perto de Tachilek. Uma maré de tempestade estimada em 3 a 3,5 m impactou as comunidades costeiras em Arracão. Partes de Sittwe foram inundadas pelo surto, deixando as ruas e casas submersas. Ventos fortes derrubaram uma torre de comunicação em Sittwe. Telhados foram arrancados de casas e outdoors voaram de edifícios em Yangon. Depois de o ciclone ter atingido a costa, as redes de comunicação em Rakhine foram danificadas, de acordo com a ONU e os meios de comunicação locais. As cidades de Chauk e Sinphyukyun [my] registaram um total recorde de precipitação de 218 mm e 177 mm, respectivamente, cada uma bem acima dos seus totais anteriores ligeiramente inferiores a 100 mm. Em termos de inundações, uma estimativa por satélite divulgada em 16 de maio determinou que pelo menos 895 km2 de terra foram inundados, expondo mais de 141 000 pessoas. Este foi um levantamento de cerca de 15 160 km2. Após a chegada do ciclone Mocha, até 16 milhões de pessoas (5,6 milhões de crianças) foram potencialmente expostas aos efeitos da tempestade, incluindo 1,2 milhões de deslocados.

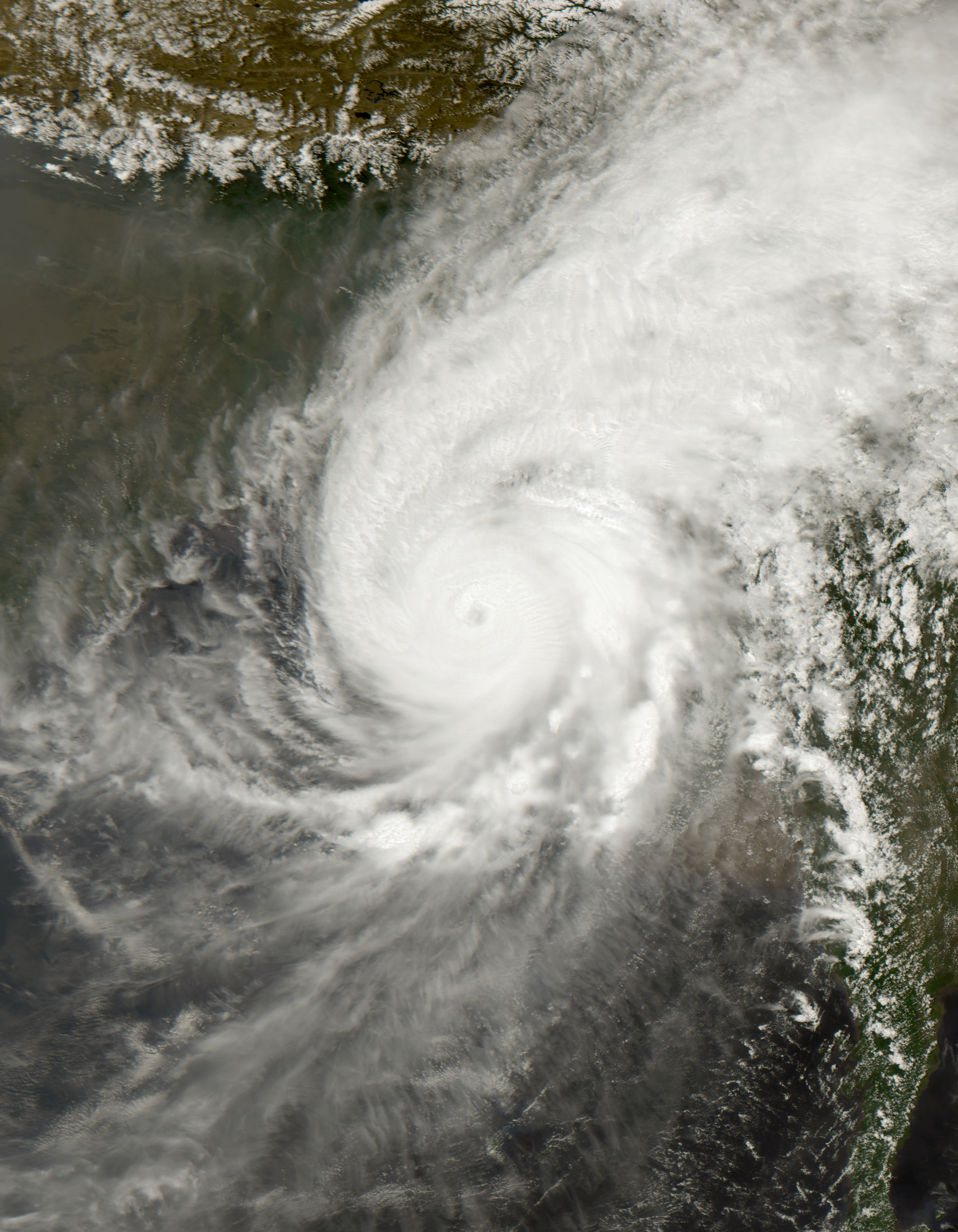
Ciclone Mocha aproximando-se da costa de Myanmar em 14 de maio

Residentes na área afetada disseram à Reuters que até 100 pessoas Rohingya podem ter sido mortas, embora a agência de notícias não tenha conseguido verificar a contagem de mortes. O site de notícias Myanmar agora disse que centenas estavam desaparecidas e "temidas mortas". O Alto Comissariado das Nações Unidas para os refugiados disse que os refugiados morreram por afogamento nos campos e que outras pessoas estavam desaparecidas.

### Bangladesh
Pelo menos 2 522 casas em Cox's Bazar foram destruídas, com outras 10 469 danificadas. Na Ilha de São Martinho, 700 casas foram destruídas e pelo menos 12 pessoas ficaram feridas, incluindo uma em estado crítico. O impacto do ciclone foi menor do que o inicialmente temido, uma vez que a tempestade foi menor do que o previsto. 500 casas foram destruídas em Teknaf. três pessoas morreram de acidente vascular cerebral enquanto tentavam recuperar a sua exploração de sal na Ilha de Maheshkhali. Ali e noutras upazilas, foram danificadas entre 50 e 60 casas. Os danos agrícolas no distrito de Cox's Bazar atingiram 115 milhões de euros. Os ventos fortes de Mocha começaram a soprar no Bangladesh, acompanhados por fortes chuvas. As fortes chuvas no Bangladesh, segundo as autoridades, causaram danos em várias regiões.

### Sri Lanka
Embora o impacto do ciclone no Sri Lanka tenha sido significativamente reduzido pelo seu desembarque entre Bangladesh e Mianmar, sete pessoas ficaram feridas, outro foi dado como desaparecido e quase 2 000 pessoas foram afetadas no sul do Sri Lanka devido à influência indireta da tempestade ciclônica. A Marinha do Sri Lanka (SLN) mobilizou cerca de 30 equipas de socorro para ajudar as pessoas afetadas por potenciais inundações.

### Em outro lugares
Na Índia, no Estado de Mizoram, pelo menos 154 casas foram destruídas ou gravemente danificadas e outras 82 e oito campos de refugiados foram parcialmente danificados. Um total de 5 749 pessoas em mais de 50 aldeias foram afetadas pelo Mocha. A cidade de Calcutá sofreu chuvas intensas. Na China, foram registadas nevascas na parte noroeste de Yunnan, decorrentes da colisão do ar húmido dos restos de Mocha com o ar frio invernal. Devido à presença de ar frio e de muita humidade proveniente do Mocha, a neve pôde acumular-se, cobrindo estradas e outras estruturas.

## Repercussões

### Mianmar
O estado de Rakhine foi declarado uma área de desastre natural por oficiais militares. As comunicações foram cortadas de Sittwe. Min Aung Hlaing, líder da junta de Mianmar, visitou Sittwe para avaliar os danos e fornecer doações aos residentes. Os danos causados pelas tempestades nas comunicações e nas infra-estruturas rodoviárias, bem como as limitações em curso impostas pelo governo militar de Mianmar, dificultaram a obtenção de informações e o envio de Ajuda à zona afectada, de acordo com organizações não governamentais. As Nações Unidas afirmaram que 16 milhões de pessoas foram afectadas pela tempestade, dos quais, segundo UNOCHA, 5,1 milhões vivem no estado de Rakhine, no noroeste do país.

### Resposta internacional
A Malteser International comprometeu-se a conceder 100 000 euros e a distribuir, em 15 de maio, bens de socorro aos afectados. Os Estados Unidos forneceram 250 000 dólares aos refugiados do Bangladesh e dos Rohingyas em 17 de maio. a Índia lançou a operação Karuna para apoiar Mianmar. A Índia lançou a operação Karuna para suporte de Mianmar.